# 태원 조씨
태원 조씨(太原趙氏)는 충청북도 충주시를 본관으로 하는 한국의 성씨이다. 시조는 조선에서 장사랑(將士郞)을 지낸 조만(趙萬)이다.

## 참고 자료
- “태원조씨(太原趙氏)”. 뿌리를 찾아서.[깨진 링크(과거 내용 찾기)]